# Tommy Genesis
Genesis Yasmine Mohanraj, známá pod jménem Tommy Genesis, je kanadská rapperka, zpěvačka, modelka a vizuální umělkyně. V roce 2016 ji časopis Dazed popsal jako „nejvíce rebelskou undergroundovou rapovou královnu“. Její hudba je známá pro svůj experimentální styl a sexuální tematiku.

## Biografie
Genesis pochází z Vancouveru, v Kanadě a je švédského a tamilského původu. Genesis začala nahrávat rap doprovázený minimalistickou, ale atmosférickou produkcí původně v roce 2013 jako součást projektu nazvaného G3NESIS. Její debutové album s názvem Tommy Genesis bylo vydáno v listopadu 2018 skrze Interscope Records.
Genesis kolaborovala se zpěvačkou Abra na skladbě 'Hair Like Water Wavy Like the Sea', jenž Genesis vydala na svojí debutové mixtape World Vision v roce 2015. V listopadu 2018 vydala svoje debutové studiové album zvané Tommy Genesis.

## Diskografie

### Studiová alba
- Tommy Genesis (2018)

### Mixtapy
- World Vision (2015)

### Singly
- "Art" (2016)
- "They Cum They Go" (2016)
- "Empty" (2017)
- "Tommy" (2017)
- "Lucky" (2018)
- "100 Bad" (2018)
- "100 Bad (Charli XCX Remix)" [remixes] (2018)
- "Daddy" (2018)
- "Bad Boy" (2018)
- "I'm Yours" (2019)

### Spolupráce
- "Big Boi" od Abra, Princess EP (2016)